# Karin Dubin
 Der er for få eller ingen kildehenvisninger i denne artikel, hvilket er et problem. Du kan hjælpe ved at angive troværdige kilder til de påstande, som fremføres i artiklen.

Karin Dubin er en dansk politiker for Socialdemokraterne. 

## Karriere
Hun er lokalpolitiker på Frederiksberg og er i dag viceborgmester og politisk ordfører for Socialdemokraterne i Frederiksberg Kommunalbestyrelse. 
Hun har været medlem af Frederiksberg Kommunalbestyrelse siden 1986 og har repræsenteret Socialdemokraterne i bl.a. Magistraten, Social- og Hospitalsudvalget, Kulturudvalget og Bolig- og Ejendomsudvalget. Hun var desuden sit partis borgmesterkandidat ved valget i 2005.

## Uddannelse
Uddannet lærer på Ranum Seminarium i Jylland og har arbejdet som lærer på en række frederiksbergske folkeskoler, bl.a. på Skolen på La Coursvej og Skolen på Duevej. Hun har desuden undervist voksne, såvel danskere som indvandrere. Senere er hun uddannet som cand.pæd. i engelsk. 

## Bestyrelsesarbejde
Hun var i 1989 med til at stifte Hovedstadens Sygehusudvalg, H:S, som repræsentant for Frederiksberg. Udover bestyrelsesarbejde i H:S er Karin Dubin formand for den integrerede institution Falkonergården samt formand for Gigtforeningen ved Frederiksberg Hospital.